# パーソルマーケティング
パーソルマーケティング株式会社（英称：PERSOL MARKETING CO., LTD.）は、東京都新宿区に本社を置く販売支援サービス、ストア支援サービス、人材サービス、その他アウトソーシングサービスを行う会社である。

## 沿革
- 1987年
  - 1月 - 各メーカーの多様化する商品群の販売促進活動を支援することを目的として、新宿区愛住町に株式会社ピーアンドピーを設立
- 1989年
  - 3月 -　派遣事業に対応するため、特定労働者派遣事業の認可を取得
  - 5月 - 本社を新宿区住吉町に移転
- 1992年
  - 6月 - 関西地区への事業拡大のため、大阪市中央区本町に株式会社ピーアンドピー（大阪）を設立
- 2000年
  - 8月 - 登録スタッフによるタイムリーな人材サービスに対応するため、一般労働者派遣事業の許可を取得（許可番号 般-13-080358） ※現 労働者派遣事業の許可を取得　　（許可番号 派-13-080358）
  - 10月 - 中部地区への事業拡大のため、名古屋市中区栄に名古屋営業所を開設）
- 2002年
  - 9月 - 関西地区の事業一体化を図るため、株式会社ピーアンドピー（大阪）と合併し、大阪支社を開設
- 2003年
  - 9月 - 九州地区への事業拡大のため、株式会社パートナーズ・ジャパンと業務提携
  - 10月 - 事業分野拡大のため、有料職業紹介事業の許可を取得（許可番号　13-ユ-080535）
- 2004年
  - 3月 - 株式会社パートナーズ・ジャパンと合併し、九州支社を開設
  - 5月 - 東京本社を新宿区新宿3丁目（現住所）に移転
  - 12月 - JASDAQ上場
- 2005年
  - 10月 - GMS・CVSへの人材サービス事業拡大のため、株式会社ラスコーポレーションに資本参加（子会社化）
- 2006年
  - 3月 - 株式会社ラスコーポレーションと合併
- 2007年
  - 8月 - 棚卸代行サービス事業の一層の業績拡大のために、棚卸代行サービス事業部門を分社化（株式会社ピーアンドピー・インベックス設立）
  - 10月 - 子会社の株式会社ピーアンドピー・インベックスが株式会社インベックス・パートナーズと合併
- 2008年
  - 6月 - 携帯ショップへの人材派遣事業拡大のため、株式会社ジャパンプロスタッフに資本参加（子会社化）
- 2009年
  - 7月 - 事業規模拡大のため、株式会社プレミア・スタッフに資本参加（子会社化）
  - 10月 - 株式会社プレミア・スタッフを株式会社ピーアンドピー・キャリアに商号変更
- 2010年
  - 6月 - 株式会社ジャパンプロスタッフの株式を追加取得し、100%子会社化
  - 11月 - 株式会社ピーアンドピー・インベックスの株式を追加取得し、100%子会社化
- 2011年
  - 3月 - 販売支援・営業支援のトップ企業として日本経団連に加盟
  - 6月 - Web販促プロモーションサービス「もにったー」開始
  - 9月 - Web求人サイト「おいしい仕事」事業譲受
- 2012年
  - 10月 - 株式会社P&Pホールディングス設立
- 2013年
  - 4月 - 商業建築．内装工事、サイン企画・施工、ディスプレイ企画、什器製作などの新事業へ進出の為、株式会社P&Pデザインを設立
  - 6月 - 籐栄テクノサービス株式会社（現 株式会社ジャパンプロスタッフ）の株式を90％取得 連結子会社化
  - 10月 - 株式会社リラインの株式を取得し、子会社化
- 2015年
  - 6月 - 株式公開買付の結果 パーソルグループ入り
  - 7月 - 上場廃止
- 2016年
  - 4月 - 株式会社P&Pホールディングス及び株式会社ピーアンドピー・キャリアを吸収合併
- 2018年
  - 4月 - 株式会社ピーアンドピーをパーソルマーケティング株式会社に商号変更

## 事業所一覧
東京本社
〒160-0022 東京都新宿区新宿3丁目27番4号 新宿御幸ビル8階
中部支社
〒450-0002 愛知県名古屋市中村区名駅3丁目25番3号 大橋ビルディング5階
関西統括部
〒530-0013 大阪府大阪市北区茶屋町1番27号 ABC-MART梅田ビル9階
九州支社
〒812-0013 福岡県福岡市博多区博多駅東2丁目5番28号 博多偕成ビル3階
札幌営業所
〒060-0004 北海道札幌市中央区北4条西5丁目1番地 アスティ45 14階
仙台営業所
〒980-0021 宮城県仙台市青葉区中央3丁目2番1号
前橋営業所
〒371-0805 群馬県前橋市南町三丁目９番地５号　大同生命前橋ビル３階
横浜サテライト
〒221-0835 神奈川県横浜市神奈川区鶴屋町2丁目10番5号　YT10ビル6階
長野営業所
〒380-0825 長野県長野市末広町1355-5 ウエストプラザ長野ビル6階
広島営業所
〒732-0828 広島県広島市南区京橋町1丁目23番 三井生命広島駅前ビル10階
高松営業所
〒760-0025 香川県高松市古新町8番1号 高松スクエアビル11階
鹿児島営業所
〒892-0847 鹿児島県鹿児島市西千石町1丁目32番 Wビルディング西千石町5階（ダブリュビルディング）
沖縄営業所
〒900-0033 沖縄県那覇市久米2丁目3番14号セゾン久米ビル601 青葉通プラザ10階